# یوهمر، بقاء
یوهمر  یک منطقهٔ مسکونی در لبنان است که در شهرستان بقاع غربی واقع شده‌است.